# تكاديرت نعبادو (تكاديرت)
تكاديرت نعبادو هو دُوَّار يقع بجماعة الدراركة، عمالة أكادير إدا وتنان، جهة سوس ماسة في المملكة المغربية. ينتمي الدوّار لمشيخة تكاديرت التي تضم 3 دواوير. يقدر عدد سكانه بـ 3783 نسمة حسب الإحصاء الرسمي للسكان والسكنى لسنة 2004.

## روابط خارجية
- البوابة الوطنية للجماعات الترابية نسخة محفوظة 12 مارس 2018 على موقع واي باك مشين.
- المندوبية السامية للتخطيط